# Чемпионат мира по фигурному катанию 1903
Чемпионат мира по фигурному катанию 1903 года был проведён Международным союзом конькобежцев в Санкт-Петербурге. На тот момент фигурное катание представляли только пять участников, все они были мужчинами. В этом сезоне были введены правила, разграничивающие мужское и женское одиночное катание на отдельные дисциплины, но соревнования среди женщин пока не были проведены.
На чемпионате выступил российский фигурист Николай Панин-Коломенкин, который завоевал серебряную медаль.
Проводившиеся вне конкурса в третий раз соревнования спортивных пар выиграли пары из Австрии Криста фон Сабо/Георг Эйлер (1-е место) и брат и сестра Мици Бохач/Отто Бохач (2-е место). 3-е место осталось за парой Берлингер/Штальберг из Германии.

## Результаты
| Место        | Имя                      | Страна    | Обязательные фигуры | Произвольное катание | Сумма мест |
| ------------ | ------------------------ | --------- | ------------------- | -------------------- | ---------- |
| 1            | Ульрих Сальхов           | Швеция    | 1                   | 1                    | 6          |
| 2            | Николай Панин-Коломенкин | Россия    | 2                   | 2                    | 12         |
| 3            | Макс Бохач               | Австрия   | 4                   | 3                    | 12         |
| 4            | Эрнст Лассан             | Германия  | 5                   | 4                    | 20         |
| Снялся       | Гильберт Фукс            | Германия  | 3                   |                      | DNF        |
| Не стартовал | Сакари Ильманен          | Финляндия |                     |                      | DNS        |